# Sun City, California
Sun City este o localitate în comitatul Riverside, statul California, SUA. Ea este amplasată la altitudinea de 434 m deasupra n.m., are o suprafață de 20,2 km² din care 20,2 km² este uscat. În anul 2000 avea o populație de 17.773 locuitori, cu o densitate de 879,9 loc./km².

## Clima
| Date climatice pentru Sun City, California | Date climatice pentru Sun City, California | Date climatice pentru Sun City, California | Date climatice pentru Sun City, California | Date climatice pentru Sun City, California | Date climatice pentru Sun City, California | Date climatice pentru Sun City, California | Date climatice pentru Sun City, California | Date climatice pentru Sun City, California | Date climatice pentru Sun City, California | Date climatice pentru Sun City, California | Date climatice pentru Sun City, California | Date climatice pentru Sun City, California | Date climatice pentru Sun City, California |
| Luna                                       | Ian                                        | Feb                                        | Mar                                        | Apr                                        | Mai                                        | Iun                                        | Iul                                        | Aug                                        | Sep                                        | Oct                                        | Nov                                        | Dec                                        | Anual                                      |
| ------------------------------------------ | ------------------------------------------ | ------------------------------------------ | ------------------------------------------ | ------------------------------------------ | ------------------------------------------ | ------------------------------------------ | ------------------------------------------ | ------------------------------------------ | ------------------------------------------ | ------------------------------------------ | ------------------------------------------ | ------------------------------------------ | ------------------------------------------ |
| Maxima medie °C (°F)                       | 21 (69)                                    | 21 (69)                                    | 22 (72)                                    | 26 (79)                                    | 29 (85)                                    | 33 (92)                                    | 38 (100)                                   | 38 (100)                                   | 35 (95)                                    | 29 (85)                                    | 24 (76)                                    | 21 (69)                                    | 28,1 (82,6)                                |
| Minima medie °C (°F)                       | 2 (36)                                     | 4 (39)                                     | 5 (41)                                     | 7 (44)                                     | 10 (50)                                    | 12 (54)                                    | 15 (59)                                    | 15 (59)                                    | 14 (57)                                    | 9 (49)                                     | 4 (40)                                     | 1 (34)                                     | 8,2 (46,8)                                 |
| Precipitații mm (inches)                   | 69 (2.7)                                   | 81 (3.2)                                   | 51 (2)                                     | 18 (0.7)                                   | 8 (0.3)                                    | 0 (0)                                      | 0 (0)                                      | 5 (0.2)                                    | 5 (0.2)                                    | 5 (0.2)                                    | 18 (0.7)                                   | 25 (1)                                     | 284 (11,2)                                 |
| Sursă: Weatherchannel                      |                                            |                                            |                                            |                                            |                                            |                                            |                                            |                                            |                                            |                                            |                                            |                                            |                                            |